# Pica de Cerví
|  | Aquest article tracta sobre el mont al municipi Sarroca de Bellera. Si cerqueu el mont sobre el limit entre els municipis Sarroca de Bellera i la Vall de Boí , vegeu «Pica Cerví de Durro». |

La Pica de Cerví, també anomenada Pica de Serbi i Pica de Cerbi, és una muntanya de 2.753,2 metres d'altitud que es troba al terme municipal de Sarroca de Bellera, al Pallars Jussà. És a la part nord-oest d'aquest terme, en un petit apèndix que sobresurt una mica cap a l'interior del de la Vall de Boí, just al sud de l'Estació d'esquí Boí-Taüll. Queda al sud-est de la Pica de Cerví de Durro, a llevant del Cap dels Vedats d'Erta i al sud del Bony de l'Aigua Blanca.
Aquest cim està inclòs al llistat dels 100 cims de la FEEC.